# Korn (альбом)
Korn (стилизовано KoЯn) — дебютный студийный альбом американской ню-метал-группы Korn. Издан 11 октября 1994 года на лейблах Immortal и Epic Records. Альбом стал дважды «платиновым» по версии RIAA 10 ноября 1999 года, а во всём мире продано более 10 миллионов копий.
Весь альбом — это воплощение детства, а точнее — воплощение рассказа Стивена Кинга «Дети кукурузы». Этим духом пропитано всё, начиная с девочки на обложке и текстов песен («Shoots And Ladders» представляет собой набор детских считалок) и заканчивая детским рисованным почерком и «ошибочно» написанным названием («КоЯn» вместо «Korn»).

## Об альбоме
После выступления в Хантингтон-Бич (Калифорния) группа подписала контракт с независимым лейблом Immortal Records, потому что они не хотели «отказываться от всей своей творческой свободы». В поисках места для записи своего дебютного альбома Korn обратились к Россу Робинсону с просьбой спродюсировать их альбом. Бо́льшая часть альбома записывалась в Indigo Ranch в Малибу, дополнительная запись проходила в Fat Tracks в Бейкерсфилде.
В основном во время записи все участники играли одновременно, а не записывали инструменты по отдельности. Кроме того, Indigo Ranch располагалось на холме, а не в городе, позволив им записываться на улице, что привело к «неповторимому» звучанию инструментов и качеству музыки. Стучащий звук в конце композиции «Ball Tongue» был создан с помощью гитарного штекера, ударяющего по пюпитру. Часто считается, что волынки в «Shoots and Ladders» были записаны на вершине горы. Однако на самом деле микрофон был установлен у задней двери студии, а Джонатан Дэвис проходил мимо и играл, и по мере удаления от микрофона звук естественным образом становился тише. Дэвис рассказывал, что в «Daddy» он поёт песню один в темноте, не зная, что его вокал записывается.
Четыре песни, сделанные во время записи Korn, не вошли в альбом: «Christmas Song», «Sean Olson», «Layla» и «This Broken Soul». «Sean Olson» вышла на стороне «Б» сингла «Shoots and Ladders» и позднее вошла в саундтрек к фильму «Ворон 2: Город ангелов».

## Музыкальный стиль
Альбом представляет собой смесь хэви-метала, грув-метала, гранжа, хардкор-панка, с влияниями хип-хопа и фанка в качестве ритма. В отличие от других групп, использовавших смесь этих стилей, альбом Korn включал в себя уникальные черты Korn, такие как скат-пение в песне «Ball Tongue» и использование волынок на «Shoots and Ladders» (песня, текст которой полностью основан на детских считалках). К тому же басовые партии, написанные Реджинальдом Арвизу для альбома, были чрезвычайно запутанными, что в дальнейшем также стало фирменным признаком музыки Korn. Несмотря на это, группа заимствовала элементы у других групп, таких как Morbid Angel, Prong (об их влиянии говорил Дэвис), Pantera, Sepultura, Fear Factory, Anthrax, Faith No More, Jane's Addiction, Helmet, Rage Against The Machine, Public Enemy, N.W.A., Black Sabbath и частично Mr. Bungle.
Закрывающая альбом песня «Daddy» начинается с того, что вокалист Джонатан Дэвис умоляет свою мать о прощении. Текст песни — о жестоком обращении с детьми, эта тема раскрыта в обложке альбома, на которой изображен зловещий силуэт взрослого человека, стоящего перед девочкой на качелях. Песня заканчивается звуками рыданий Дэвиса.

## Критический прием
| Оценки критиков               | Оценки критиков |
| Источник                      | Оценка          |
| ----------------------------- | --------------- |
| AllMusic                      | [ 11 ]          |
| Encyclopedia of Popular Music | [ 12 ]          |
| The Calgary Herald            | D−              |
| The Rolling Stone Album Guide | [ 14 ]          |
| The Village Voice             | C−              |

Альбом был хорошо принят музыкальными критиками. Арнопп заявил, что группа «побуждала ранее безразличных, апатичных неудачников Америки сунуть средний палец в лицо старшеклассникам, которые традиционно заталкивают их в шкафчик и называют их „педиками“, если их волосы хоть немного длиннее, чем армейская стрижка».
В своем первоначальном обзоре за 1994 год газета Los Angeles Times писала: «Родственные таким группам, как Tool, Rollins Band и Rage Against the Machine, Korn и её вокалист Джонатан Дэвис в своих песнях, таких как „Predictable“, довольно чётко выражают свою основную этику. „Lies“ и „Fake“ — мука, наполненная мучениями, которая заставляет нас кипеть глубокими внутренними страхами; добродетель заключается в том, чтобы неуклонно противостоять этим болезненным истинам и кричать их миру». Стивен Томас Эрлевайн из AllMusic положительно оценил альбом, назвав его «мощным звучанием, основанным на фанк-метале конца 80-х — начала 90-х, а не просто их тиражирование».
В июле 2014 года Guitar World оценил Korn под номером 27 в своем списке «Superunknown: 50 знаковых альбомов, которые определили 1994 год».

## Влияние
Существует мнение, что альбом Korn стал одной из причин дальнейшего подъёма жанра ню-метал. В то время, как Follow The Leader признан самым коммерчески успешным альбомом группы, Korn является альбомом, очень сильно повлиявшим на дальнейшее творчество таких групп, как Limp Bizkit, Adema, Coal Chamber и Slipknot и даже на такие известные коллективы, как Sepultura и Machine Head.
Журнал Q назвал Korn одним из «50 тяжелейших альбомов всех времен». Журнал Metal Hammer включил Korn в 200 лучших рок-альбомов всех времён. Журнал Classic rock включил Korn в «100 величайших рок-альбомов всех времён».

## Художественное оформление
Обложка альбома изображает девочку по имени Жюстин Феррара (которая приходится племянницей работнику Immortal Records Полу Понтиусу) на качелях, перед которой стоит мужчина, чьи руки выглядит похожими на руки Эдварда Руки-ножницы или Фредди Крюгера (позднее было открыто, что мужчина держит подковы). Логотип группы на обложке расположен таким образом, что тень девочки выглядит так, как будто она повешена на букве «К» (хотя возможно этот эффект был получен случайно). Задняя сторона коробки от диска показывает ту же картинку, но с пустыми качелями, олицетворяя таким образом насилие над детьми — основную тематику песен альбома. Внутреннее оформление альбома содержит изображение мальчика с искалеченным глазом в трее для диска (обложка сингла «Clown»), стола с порно-журналами, с надписями «лгунья», «сука» и «шлюха», закрывающими глаза девушек на обложках журналов (обложка сингла «Need To»), игрушек, и куклы с жуком на ней (обложка сингла «Blind»). Оставшаяся часть художественного оформления альбома содержит неясные, темные фотографии группы и текст припева для «Shoots and Ladders».

## Список композиций
1. «Blind» — 4:18
2. «Ball Tongue» — 4:29
3. «Need To» — 4:00
4. «Clown» — 4:35
  - в начале песни «Clown» слышно, как музыканты группы спорят как надо начать играть песню: после скольких ударов палочками надо начинать играть; неизвестно, является ли этот разговор запланированным
5. «Divine» — 2:50
6. «Faget» — 5:49
7. «Shoots and Ladders» — 5:22
8. «Predictable» — 4:32
9. «Fake» — 4:51
10. «Lies» — 3:22
11. «Helmet In The Bush» — 4:02
  - перед началом песни слышен короткий телефонный разговор друга и гитарного техника группы Майкла "La Caco", в котором он просит чтобы его называли "La Caco"
12. «Daddy» — 17:04
  - Песня «Daddy» заканчивается в 9:32. После 4:33 тишины, в 14:04 начинается диалог, который продолжается в течение трёх минут до конца песни. Диалог представляет собой спор мужа с женой на фоне звука автомобильного двигателя. Очевидно, что муж очень зол и безостановочно посылает проклятья в адрес своей жены.

Во время записи альбома были написаны следующие песни:
- «Layla» — 4:52 (не издавалась)
- «Sean Olson» — 4:51 (вошла в саундтрек к фильму «Ворон 2: Город Ангелов»)
- «Broken Soul» — (никогда не была записана)
- «Christmas Song» — 2:26 (была издана в виде сингла ограниченным тиражом)[23]

## Видео
На песни с альбома было снято четыре видеоклипа:
- «Blind» видео на YouTube
- «Shoots and Ladders» видео на YouTube
- «Clown» видео на YouTube
- «Faget» — ссылка на YouTube

## Чарты
| Чарт (1995—2001)                        | Позиция |
| --------------------------------------- | ------- |
| Australia (ARIA)                        | 46      |
| Netherlands (MegaCharts)                | 56      |
| New Zealand (RIANZ)                     | 10      |
| UK Albums (The Official Charts Company) | 181     |
| US Billboard 200                        | 72      |
| US Top Pop Catalog Albums               | 5       |

| Песня   | Чарт (1996)                 | Позиция |
| ------- | --------------------------- | ------- |
| «Blind» | Канада (RPM Alternative 30) | 15      |

## Участники записи
- Джонатан Дэвис — вокал, волынки («Shoots and Ladders»)
- Джеймс «Манки» Шаффер — гитара
- Реджинальд «Филди» Арвизу — бас-гитара
- Брайан «Хэд» Уэлч — гитара, вокал
- Дэвид Сильверия — ударные
- Джудит Кинер — вокал (колыбельная в конце «Daddy»)
- Чак Джонсон — инженер, микширование
- Росс Робинсон — продюсер, инженер, микширование
- Эдди Шрейер — мастеринг
- Стефан Стиклер — фотограф

## Дополнительные факты
- По словам Манки, на обложке альбома «Korn» изображена тень человека, держащего в руках нож и петлю. Но когда Джонатана спрашивают об этом, он говорит, что это подковы.
- Если начало песни «Blind» прогнать в обратную сторону можно услышать «AAAAAAhhhhhggggg WE RULE!».
- Слова песни «Blind» были написаны ещё при Sexart.